# 马可福音第3章
马可福音3章是《新约圣经·马可福音》的第三章，包括了在安息日治病的冲突、耶稣拣选十二使徒，与经学家的冲突，以及与家人的冲突。

## 医治萎缩的手

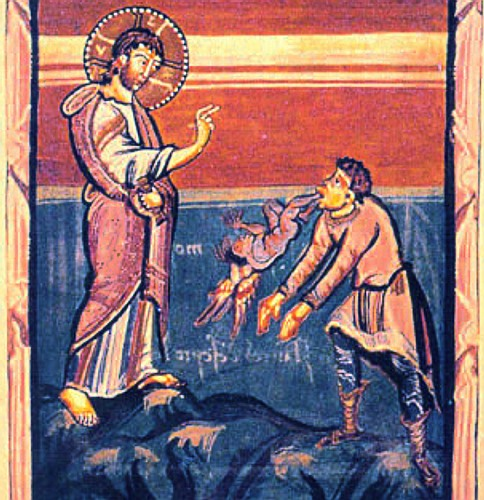
Jesus heals the demon possessed, illustration from a mediaeval book

接着马可福音2章中安息日的话题，马可福音3章开始于耶稣安息日在犹太会堂中治愈一个人萎缩的手。马可使用了副词“又”，表明这是与1章21-28节同一个会堂。根据马可的记载，有一些人在那里等待，想看耶稣是否在安息日医治那人，以便抓到把柄来控告他。当时的拉比允许在安息日治疗有严重危险的病人。
耶稣问群众：“在安息日哪样是可以的：行善还是作恶，拯救生命还是杀害生命？”
根据马可的记载，这个神迹被法利赛人和希律党人抓住，当作把柄，来对付耶稣，准备将他置于死地。关于新郎和禁食在马可福音 2:19–20. 有些人发现这两批人几乎不可能在一起，因为法利赛人反对罗马帝国及其傀儡希律。马可的描写反映他们的双重性格，以及反对耶稣的迫切愿望，使他们有了共同的目标。
此事同样发生于马太福音 12:9-14 （页面存档备份，存于）

## 选立十二使徒
马可记载道，耶稣在避开了跟随他的群众之后，上了一座山，呼召他的十二名门徒，将他们设立为使徒，赐给他们传道和驱魔的能力。有些抄本没有提到耶稣称他们为使徒3:14。

## 捆绑并洗劫撒但

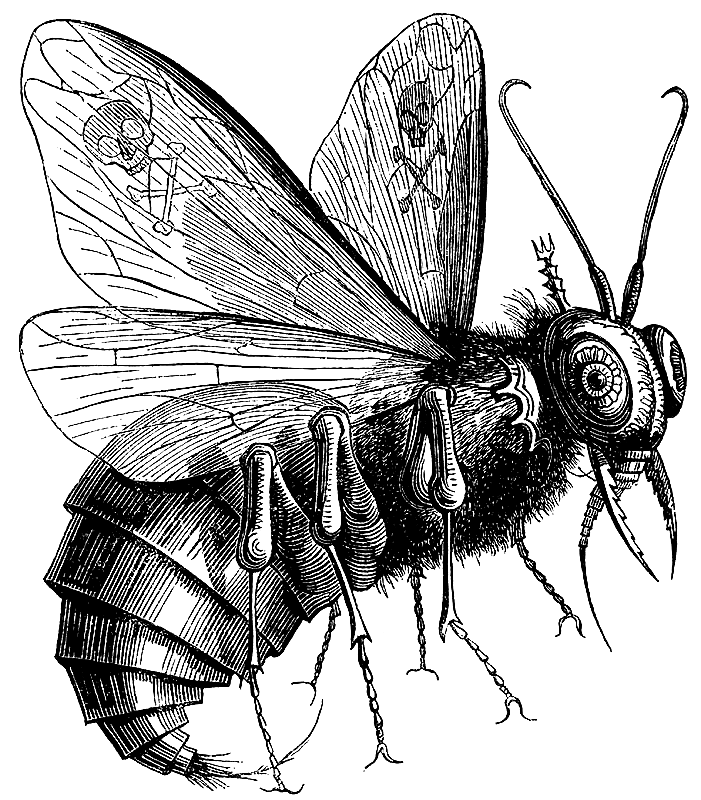
Beelzebub as depicted in Collin de Plancy's Dictionnaire Infernal (Paris, 1863).

耶稣进了一个屋子，那里聚集了大批群众，马可说，耶稣和他的门徒甚至无法吃饭。耶稣的家人（hoi par' autou）听见，责备耶稣“癫狂”（exestē ，Strong's G1839）了，要拉祂出来。

耶稣回答说：
“撒但怎能赶逐撒但？若是一国自相分争，那国就站立不住；若是一家自相分争，那家就站立不住；若是撒但自相攻打分争，他就站立不住，必要灭绝。”
“没有人能进壮者家里，洗劫他的家具，除非先捆绑那壮者，才能洗劫他的家。”
“我实在告诉你们，人一切的罪和亵渎，无论是亵渎什么，都能得赦免；但无论谁亵渎圣灵，却永不得赦免，乃要担当永远的罪。”